# The East Side/The West Side
The East Side/The West Side è un album discografico di Patti Page, pubblicato dalla casa discografica EmArcy Records nel giugno del 1958.

## The East Side
Lato A
1. I Fall in Love Too Easily – 3:05 (Sammy Cahn, Jule Styne) – Registrato il 19 aprile 1957 a New York
2. Down in the Depths – 4:06 (Cole Porter) – Registrato il 25 aprile 1957 a New York
3. Detour Ahead – 3:16 (John Frigo, Lou Carter, Herb Ellis) – Registrato il 25 aprile 1957 a New York
4. Lost in a Fog – 2:46 (Dorothy Fields, Jimmy McHugh) – Registrato il 25 aprile 1957 a New York
5. The Wrong Kind of Guy – 2:30 (Frankie Laine, Dy Dunham) – Registrato il 25 aprile 1957 a New York

Lato B
1. I Stayed Too Long at the Fair – 5:09 (William Barnes) – Registrato il 19 aprile 1957 a New York
2. Who Cares What People Say – 3:59 (Maurice K. Jerome, Jack Schell) – Registrato il 19 aprile 1957 a New York
3. I'm the Girl – 4:05 (James Shelton) – Registrato il 19 aprile 1957 a New York
4. Wait Till You See Him – 3:14 (Lorenz Hart, Richard Rodgers) – Registrato il 19 aprile 1957 a New York

## The West Side
Lato C
1. No Moon at All – 2:23 (Dave Mann, Redd Evans) – Registrato il 29 novembre 1957 a Los Angeles, California
2. I'm Glad There Is You (In This World of Ordinary People) – 2:07 (Paul Madeira, Jimmy Dorsey) – Registrato il 21 gennaio 1958 a Los Angeles, California
3. Nice Work If You Can Get It – 1:59 (Ira Gershwin, George Gershwin) – Registrato il 29 novembre 1957 a Los Angeles, California
4. I Never Knew (I Could Love Anybody Like I'm Loving You) – 2:14 (Tom Pitts, Roy Marsh, Raymond Egan) – Registrato il 29 novembre 1957 a Los Angeles, California
5. (I'm Afraid) The Masquerade Is Over – 1:55 (Herb Magidson, Allie Wrubel) – Registrato il 21 gennaio 1958 a Los Angeles, California
6. What Am I Here For – 3:03 (Duke Ellington) – Registrato il 29 novembre 1957 a Los Angeles, California

Lato D
1. Let There Be Love – 2:00 (Ian Grant, Lionel Rand) – Registrato il 29 novembre 1957 a Los Angeles, California
2. Gone with the Wind – 2:34 (Herb Magidson, Allie Wrubel) – Registrato il 29 novembre 1957 a Los Angeles, California
3. They All Laughed – 2:17 (Ira Gershwin, George Gershwin) – Registrato il 21 gennaio 1958 a Los Angeles, California
4. I Guess I'll Have to Change My Plans – 2:04 (Howard Dietz, Arthur Schwartz) – Registrato il 21 gennaio 1958 a Los Angeles, California
5. Here I'll Stay – 2:50 (Alan Jay Lerner, Kurt Weill) – Registrato il 21 gennaio 1958 a Los Angeles, California
6. Lullaby in Rhythm – 2:33 (Walter Hirsch, Edgar Sampson, Benny Goodman, Clarence Profit) – Registrato il 29 novembre 1957 a Los Angeles, California

## Musicisti
The East Side
- Patti Page – voce
- Pete Rugolo – conduttore orchestra, arrangiamenti
- Pete Rugolo Orchestra – componenti orchestra non accreditati

The West Side
- Patti Page – voce
- Pete Rugolo – conduttore orchestra, arrangiamenti
- Pete Candoli – tromba
- Don Fagerquist – tromba
- Larry Bunker – vibrafono
- Red Mitchell – contrabbasso
- Alvin Stoller – batteria
- Jack Costanzo – bongos
- Altri componenti dell'orchestra non accreditati

Note aggiuntive
- Jack Tracy – note retrocopertina album originale